# Paratrechina braueri
Paratrechina braueri är en myrart som först beskrevs av Mayr 1868.  Paratrechina braueri ingår i släktet Paratrechina och familjen myror.

## Underarter
Arten delas in i följande underarter:
- P. b. braueri
- P. b. donisthorpei
- P. b. glabrior